# حكومة ميركل الثانية
حكومة ميركل الثانية هي الحكومة الاتحادية ال22 خلال الدورة التشريعية السابعة عشرة للبوندستاغ في أعقاب الانتخابات الاتحادية عام 2009، وانتهت مدتها في 17 كانون الأول 2013. وقد سبقها حكومة ميركل الأولى. بقيادة المستشارة أنغيلا ميركل (أول مستشارة في التاريخ الألماني)، شُكلت الحكومة بائتلاف من الاتحاد الديمقراطي المسيحي (CDU)، والاتحاد الاجتماعي المسيحي (CSU)، والحزب الديمقراطي الحر (FDP).

## التشكيل الوزاري
تتألف حكومة ميركل الثانية من الوزراء التاليين:
| المنصب                                                           | الصورة | شاغل المنصب                   | الحزب | في المنصب                                   |
| ---------------------------------------------------------------- | ------ | ----------------------------- | ----- | ------------------------------------------- |
| المستشارة                                                        |        | أنغيلا ميركل                  | CDU   | 22 تشرين الثاني 2005 – 8 كانون الأول 2021   |
| نائب المستشارة                                                   |        | غيدو فيسترفيله                | FDP   | 28 تشرين الأول 2009 – 18 أيار 2011          |
| نائب المستشارة                                                   |        | فيليب روسلير                  | FDP   | 18 أيار 2011 – 17 كانون الأول 2013          |
| الوزير الاتحادي للشؤون الخارجية                                  |        | غيدو فيسترفيله                | FDP   | 28 تشرين الأول 2009 – 17 كانون الأول 2013   |
| وزير الداخلية                                                    |        | توماس دي ميزير                | CDU   | 28 تشرين الأول 2009 – 3 آذار 2011           |
| وزير الداخلية                                                    |        | هانز بيتر فريدرش              | CSU   | 3 آذار 2011 – 17 كانون الأول 2013           |
| وزير العدل الاتحادي                                              |        | سابينه لويتهويزر-شنارينبيرغير | FDP   | 28 تشرين الأول 2009 – 17 كانون الأول 2013   |
| وزير المالية الاتحادي                                            |        | فولفغانغ شويبله               | CDU   | 28 تشرين الأول 2009 – 24 تشرين الأول 2017   |
| الوزير الاتحادي للشؤون الاقتصادية والطاقة                        |        | راينر بروديرله                | FDP   | 28 تشرين الأول 2009 – 12 أيار 2011          |
| الوزير الاتحادي للشؤون الاقتصادية والطاقة                        |        | فيليب روسلير                  | FDP   | 12 أيار 2011 – 17 كانون الأول 2013          |
| الوزير الاتحادي للعمل والشؤون الاجتماعية                         |        | فرانس جوزف يونغ               | CDU   | 28 تشرين الأول 2009 – 27 تشرين الثاني 2009  |
| الوزير الاتحادي للعمل والشؤون الاجتماعية                         |        | أورسولا فون دير لاين          | CDU   | 30 تشرين الثاني 2009 – 17 كانون الأول 2013  |
| الوزيرة الاتحادية للأغذية والزراعة وحماية المستهلك               |        | إلسه أيغنر                    | CSU   | 31 تشرين الأول 2008 – 30 أيلول 2013         |
| وزير الدفاع                                                      |        | كارل تيودور تسو غوتنبرغ       | CSU   | 28 تشرين الأول 2009 – 3 آذار 2011           |
| وزير الدفاع                                                      |        | توماس دي ميزير                | CDU   | 3 آذار 2011 – 17 كانون الأول 2013           |
| الوزيرة الاتحادية لشؤون الأسرة وكبار السن والنساء والشباب        |        | أورسولا فون دير لاين          | CDU   | 22 تشرين الثاني 2005 – 30 تشرين الثاني 2009 |
| الوزيرة الاتحادية لشؤون الأسرة وكبار السن والنساء والشباب        |        | كريستينا شرودر                | CDU   | 30 تشرين الثاني 2009 – 17 كانون الأول 2013  |
| وزير الصحة الاتحادي                                              |        | فيليب روسلير                  | FDP   | 28 تشرين الأول 2009 – 12 أيار 2011          |
| وزير الصحة الاتحادي                                              |        | دانيال بار                    | FDP   | 12 أيار 2011 – 17 كانون الأول 2013          |
| الوزير الاتحادي والبناء والشؤون الحضرية                          |        | بيتر رامساور                  | CSU   | 28 تشرين الأول 2009 – 17 كانون الأول 2013   |
| الوزيرة الاتحادية للبيئة وحماية الطبيعة والبناء والسلامة النووية |        | نوربرت روتغين                 | CDU   | 28 تشرين الأول 2009 – 22 أيار 2012          |
| الوزيرة الاتحادية للبيئة وحماية الطبيعة والبناء والسلامة النووية |        | بيتر ألتماير                  | CDU   | 22 أيار 2012 – 17 كانون الأول 2013          |
| الوزير الاتحادي للتعليم والبحوث                                  |        | أنيته شافان                   | CDU   | 22 تشرين الثاني 2005 – 14 شباط 2013         |
| الوزير الاتحادي للتعليم والبحوث                                  |        | يوهانا فانكا                  | CDU   | 14 شباط 2013 – 14 آذار 2018                 |
| الوزير الاتحادي للتعاون الاقتصادي والتنمية                       |        | ديرك نيبل                     | FDP   | 28 تشرين الأول 2009 – 17 كانون الأول 2013   |
| الوزير الاتحادي للمهام الخاصة، رئيس المستشارية                   |        | رونالد بوفالا                 | CDU   | 28 تشرين الأول 2009 – 17 كانون الأول 2013   |

## استقالات وإقالات واستبدالات
طرأت تغييرات عدة على حكومة ميركل الثانية. حدث التغيير الأول في 30 تشرين الثاني 2009 عندما استقال فرانتس يوسف يونغ كوزير للعمل وسط جدل حول غارة قندوز، والتي حدثت أثناء توليه منصب وزير الدفاع في الحكومة السابقة. وقد خلفه وزيرة شؤون الأسرة السابقة أورسولا فون دير لاين، التي خلفتها في منصبها كريستينا شرودر.
في 3 آذار 2011 استقال كارل تيودور تسو غوتنبرغ من منصب وزير الدفاع بعد اكتشاف محتوى مسروق في أطروحة الدكتوراه الخاصة به. وقد خلفه وزير الداخلية السابق توماس دي ميزير، الذي خلفه في منصبه هانز بيتر فريدرش.
في 10 أيار 2011 تم انتخاب راينر بروديرله كزعيم للكتلة البرلمانية للحزب الديمقراطي الحر واستقال من منصبه كوزير للاقتصاد. وقد خلفه وزير الصحة السابق فيليب روسلير، الذي خلفه في منصبه دانيال بار. في 13 أيار 2011 انتخبَ الحزب الديمقراطي الحر فيليب روسلير ليخلف غيدو فيسترفيله كرئيس للحزب. ثم تم تعيين روسلير نائبًا للمستشار ة في 16 أيار 2011 خلفًا فيسترفيله في هذا المنصب أيضًا. احتفظ فيسترفيله بمنصب وزير الخارجية.
في 16 أيار 2012 طلبت ميركل من الرئيس يواخيم غاوك إقالة وزير البيئة نوربرت روتغين بعد تسببه بهزيمة الحزب الديمقراطي المسيحي في انتخابات ولاية شمال الراين-وستفاليا. كان روتغين رئيس الحزب في تلك الدولة. تم فصله في 22 أيار 2012 وخلفه وزير البيئة بيتر ألتماير.
في 5 شباط 2013 تم تجريد أنيته شافان من شهادة الدكتوراه من جامعة دوسلدورف بسبب الانتحال المزعوم في أطروحة الدكتوراه الخاصة بها. استقالت في 9 شباط 2013 وخلفها يوهانا ڤانكا.

## روابط خارجية
- مجلس الوزراء الألماني (بالإنجليزية)
- الوزارات الاتحادية في ألمانيا (بالإنجليزية)